# Norman Foster (Sänger)
Norman Theodore Levine Foster  (* 8. Januar 1924 in Boston, Massachusetts, Vereinigte Staaten; † 8. März 2000  in Hamburg, Deutschland) war ein US-amerikanischer Opernsänger (Stimmlagen Bariton und Bass) sowie Schauspieler und Filmproduzent.

## Leben und Wirken
Norman Theodore Levine Foster wuchs in Boston auf und erhielt eine Stimmausbildung. Seine frühen musikalischen Schritte unternahm er als Konzertgeiger. Foster gewann einen Wettbewerb am Boston Conservatory und erhielt daraufhin ein Stipendium zur Perfektionierung seiner Gesangstechnik. Nebenbei erhielt er auch eine Fortbildung bei Felix Wolfes zum Liedersänger. Nach Abschluss seines Studiums wurde Norman Foster von Boris Goldovsky engagiert, um in dessen Operntheater in New England aufzutreten. Hier interpretierte der Bostoner fünf Jahre lang Baritongesangsrollen. Foster tourte auch durch die USA, trat in Liederabenden und als Solist mit Sinfonieorchestern auf. 1950 kehrte Foster nach Boston zurück, um in Opern aufzutreten, die vom Fernsehen übertragen wurden. Um sein Opernrepertoire auszubauen, ging er 1951 nach Europa und wurde in Mailand von Apollo Granforte fortgebildet. Von dort ging Foster weiter nach Wien, wo er eine Reihe von Konzerten gab und dann durch Österreich und Deutschland tourte. 1953 sang Norman T. Foster in modernen und klassischen Opern bei den Passauer Musikfestspielen, 1954 nahm er Gustav Mahlers Lieder eines fahrenden Gesellen mit dem Bamberger Sinfonieorchester auf Schallplatte auf. Mehrfach kam es zu Kollaborationen mit dem Wiener Philharmonischen Orchester und dem der Wiener Volksoper. Unter der Leitung von Herbert von Karajan wirkte Norman Foster Ende der 1950er Jahre an der Staatsoper Wien.
Foster blieb den Rest seines Lebens in Mitteleuropa tätig und hatte sich im Laufe der Jahre einen Ruf ersungen, sodass er zum Ende des Jahrzehnts als Sänger und Schauspieler sogar für das deutsch-österreichische Fernsehen interessant wurde. In einigen ausgesuchten Produktionen sang und spielte Foster unter angesehenen Regisseuren wie Michael Kehlmann (“Ihre Durchlaucht”) und Ludwig Berger (“Das Paradies und die Peri”). 1963 kam es zur Kooperation mit Englands Starregisseur Michael Powell, mit dem er Béla Bartóks einstündige Oper Herzog Blaubarts Burg in eigener Produktion für den SDR auf die Beine stellte. Im Jahr darauf produzierte Foster eine Kinoadaption von Otto Nicolais Oper Die lustigen Weiber von Windsor unter demselben Titel. Diesen Filmen war nicht sonderlich Erfolg beschieden, sodass sich Foster wieder ganz auf die Bühnentätigkeit konzentrierte.

## Filmografie
- 1960: Ihre Durchlaucht (Schauspieler)
- 1961: Das Paradies und die Peri (Schauspieler)
- 1962: Pimpinone oder Die ungleiche Heirat (Schauspieler)
- 1963: Herzog Blaubarts Burg (Schauspieler, Produktion)
- 1964: Die lustigen Weiber von Windsor (Schauspieler, Co-Drehbuch und Produktion)